# Thomasia triloba
Thomasia triloba är en malvaväxtart som beskrevs av Porphir Kiril Nicolai Stepanowitsch Turczaninow. Thomasia triloba ingår i släktet Thomasia och familjen malvaväxter. Inga underarter finns listade i Catalogue of Life.